# Algirdas Gricius (Politiker, 1937)
Algirdas Gricius (* 11. Februar 1937 in Klaipėda; † 21. Oktober 2013 in Vilnius) war ein litauischer Politiker.

## Leben
Von 1945 bis 1947 lernte er in  Liaunai bei Priekulė. Nach dem Abitur von 1947 bis 1954 an der Mittelschule in der Rajongemeinde Klaipėda absolvierte er von 1955 bis 1960 das Diplomstudium der Physik und Produktion am Šiaulių pedagoginis institutas.
Ab 1960  arbeitete er in Vilnius, von 1963 bis 1976 Ingenieur am „Venta“-Forschungsinstitut für Elektronik. 1972 promovierte er.
Ab 1990 lehrte am Lehrstuhl für Politologie, ab 1992 am Institut für internationale Beziehungen der Vilniaus universitetas als Dozent.
Von 1992 bis 1996 und von 2000 bis 2004 war er Mitglied im Seimas  (mit LDDP). Von 2000 bis 2011 war er Mitglied im Stadtrat Vilnius.
1961 wurde er litauischer Handball-Meister. Er war Mitgründer der Algirdas-Brazauskas-Stiftung.
Von 1965 bis 1989 war er Mitglied der KPdSU,  1990–1996 der Lietuvos demokratinė darbo partija, ab 1998 der Lietuvos liberalų sąjunga, ab 2003 der Liberalų ir centro sąjunga und ab 2006 der Lietuvos liberalų sąjūdis.

## Auszeichnungen
- 2003 m. Orden für Verdienste um Litauen, Komandoro kryžius